# Sarah Lancaster
Sarah Lancaster (ur. 12 lutego 1980) – amerykańska aktorka filmowa.

## Biografia[1]
Urodziła się 12 lutego 1980 w Overland Park w stanie Kansas, gdzie się wychowywała wraz z młodszym bratem Danielem. W wieku 10 lat przeniosła się z rodziną do Mission Viejo w Kalifornii. Tam zaczęła pobierać lekcje aktorstwa. Dostrzeżona przez agenta została zaproszona na przesłuchanie w sprawie roli w serialu. W 1993 roku zadebiutowała w serialu „Byle do dzwonka: Nowa klasa”, gdzie zagrała Rachel Meyers. Od tego czasu zaczęła pojawiać się gościnie w innych serialach, takich jak: „Siódme niebo”, „Sabrina, nastoletnia czarownica”, czy „Jezioro marzeń”. W roku 1999 zadebiutowała jako aktorka filmowa w filmie „Zaułek kochanków”, a rok później zagrała w filmie „Pupilka profesora”. W 2005 roku dostała główną rolę w filmie „Mieszkając z wrogiem”. W 2008 wcieliła się w postać Holly w filmie „Nieszczęścia chodzą parami”. Popularność przyniosła jej rola w serialu NBC „Chuck”, gdzie grała siostrę tytułowego bohatera.

## Filmografia wybrana[1]
- 2014: Sędzia (The Judge) jako Lisa Palmer
- 2014: Miłość znajdzie cię wszędzie (Love Finds You in Sugarcreek) (TV) jako Rachel Troyler
- 2013: Zawiedziona (A Woman Betrayed) (TV) jako Gwen Griffith
- 2013: Świąteczne drzewko (Fir Crazy) (TV) jako Elise
- 2007: Nieszczęścia chodzą parami (Smother) jako Holly
- 2007: Chuck (serial TV 2007 - 2012)	jako Ellie Bartowski
- 2006: Czas na Briana (What About Brian) (serial TV 2006 - 2007) jako Marjorie Seaver
- 2005: Mieszkając z wrogiem (Living with the Enemy) (TV) jako Allison Conner Lauder
- 2004: Dr. Vegas (serial TV 2004 - ) jako Veronica Harold
- 2002: Złap mnie, jeśli potrafisz (Catch Me If You Can) jako kobieta w Riverbend
- 2001: Sześć stóp pod ziemią (Six Feet Under) (serial TV 2001 - 2005) jako córka zastępcza (gościnnie)
- 2000: Projekt Merkury (The Mercury Project) jako Carol
- 2000: Pupilka profesora (Teacher's Pet) jako Tracy Carley
- 2000: Boston Public (serial TV 2000 - 2004) jako Chrissy Fields (gościnnie)
- 2000: CSI: Kryminalne zagadki Las Vegas (CSI: Crime Scene Investigation) (serial TV 2000 - 2015) jako pani Mercer (gościnnie)
- 1999: Zaułek kochanków (Lovers Lane) jako Chloe Grefe
- 1998: Jezioro marzeń (Dawson's Creek) (serial TV 1998 - 2003) jako Shelley (gościnnie)
- 1998: Różowe lata siedemdziesiąte (That ’70s Show) (serial TV 1998 - 2006) jako Melanie (gościnnie)
- 1997: Dharma i Greg (Dharma & Greg) (serial TV 1997 - 2002) jako Wendy (gościnnie)
- 1996: Siódme niebo (7th Heaven) (serial TV 1996 - 2007) jako Veronica (gościnnie)
- 1996: Sabrina, nastoletnia czarownica (Sabrina, the Teenage Witch) (serial TV 1996 - 2003) jako Aubrey (gościnnie)
- 1993: Byle do dzwonka: Nowa klasa (Saved By The Bell: The New Class) (serial TV 1993 - 2000) jako Rachel Meyers (1994-1996)